# Martyna Lisowska
Martyna Arin Lisowska, född 6 januari 1974 i Kraków, Polen, är en svensk skådespelerska, sångerska och dansös.

## Biografi
Lisowska genomgick grundskolan vid Adolf Fredriks musikklasser, gymnasiet vid Södra Latin och utbildade sig så småningom vid Balettakademin i Stockholm. Hon har även läst kurser inom juridik och humaniora vid Linnéuniversitetet, Uppsala universitet, Umeå universitet och Lunds universitet. Hon blev känd för TV-publiken genom sin medverkan i TV-serierna Toffelhjältarna och Solstollarna. Hon har bl.a. medverkat i A Chorus Line på Riksteatern och Stora Teatern, i West Side Story och i Evita i Göteborg.
År 2006 medverkade Lisowska i Östgötateaterns uppsättning av Spelman på taket. I juni 2007 uppträdde hon tillsammans med de tidigare motspelarna i Solstollarna vid tre återföreningskonserter i Malmö. I november 2007 medverkade Lisowska i bloggoperan Sjökor och Stekare på Norrlandsoperan i Umeå.  Säsongen 2008-2009 spelade hon Sally Bowles i musikalen Cabaret på Östgötateatern. Under hösten 2010 spelade Lisowska i Göteborgsoperans uppsättning av Andrew Lloyd Webbers Sunset Boulevard tillsammans med bland andra Gunilla Backman. Under 2010-talet gjorde hon roller i uppsättningar vid Borås stadsteater, Kläppenteatern och Länsteatern på Gotland. Hon är sedan 2009 engagerad i Musikalliansen..

## Förtroendeuppdrag
Martyna Lisowska är fackligt aktiv i fackförbundet Scen & Film (tidigare Teaterförbundet) och ordförande i yrkesavdelning 113, musikalartister. År 2018 valdes hon in i förbundets styrelse.

## Teater

### Roller (ej komplett)
| År   | Roll                     | Produktion                                                                      | Regi                                                | Teater                                         |
| ---- | ------------------------ | ------------------------------------------------------------------------------- | --------------------------------------------------- | ---------------------------------------------- |
| 1997 | Francisca                | West Side Story Leonard Bernstein, Stephen Sondheim och Arthur Laurents         | Richard Herrey                                      | Oscarsteatern                                  |
| 2001 | Ensemble                 | Evita Andrew Lloyd Webber och Tim Rice                                          | Ronny Danielsson                                    | Göteborgsoperan Flyttad till Cirkus, Stockholm |
| 2002 | Bebe                     | A Chorus Line James Kirkwood, Nicholas Dante, Edward Kleban och Marvin Hamlisch | Staffan Aspegren                                    | Göteborgsoperan                                |
| 2008 |                          | Cabaret Joe Masteroff, John Kander och Fred Ebb                                 | Tereza Andersson                                    | Östgötateatern                                 |
| 2010 | Betty                    | Sunset Boulevard Andrew Lloyd Webber, Don Black och Christopher Hampton         | Vernon Mound, Anthoula Papadakis och Shaun Kerrison | Göteborgsoperan                                |
| 2024 | Lady Dant/Madame Colbert | Flowers for Mrs Harris Richard Taylor och Rachel Wagstaff                       | Niklas Riesbeck                                     | Wermland Opera                                 |